# Jardín de recreo

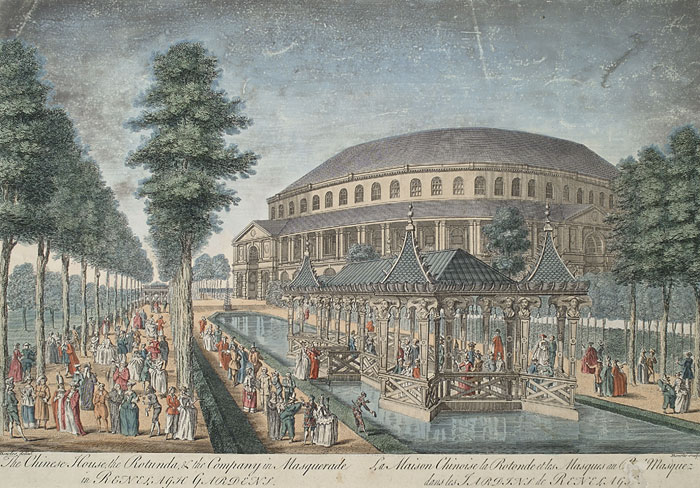
Impresión del siglo XVIII que muestra el exterior de la Rotonda en los Jardines de Ranelagh y parte de los terrenos.

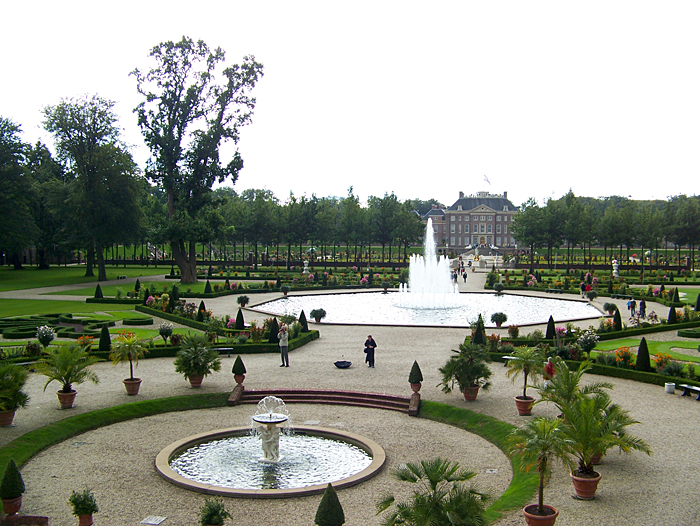
Palacio Het Loo, Países Bajos, agosto de 2007.

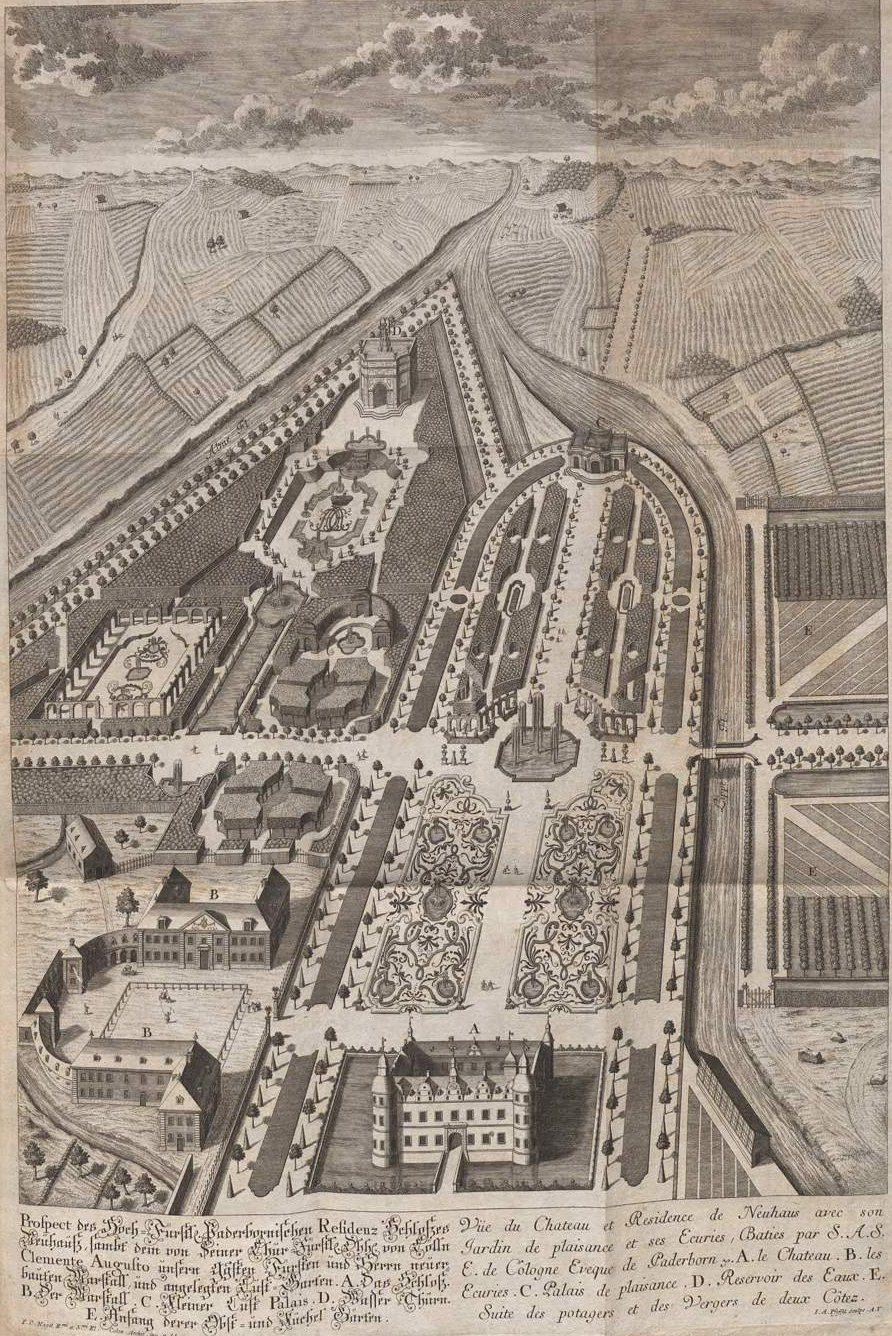
Castillo de Paderborn, Alemania, en 1736, con sus jardines de recreo y los huertos ("E") a la derecha.

Un jardín de recreo es un parque o jardín abierto al público para el ocio y el entretenimiento. Los jardines de recreo se diferencian de otros jardines públicos en que sirven como lugares de entretenimiento, con atracciones como salas de conciertos, quioscos de música, atracciones de feria, zoológicos o ménageries.

## Terminología
Históricamente, por "jardín de recreo" se entendían los jardines diseñados para el uso privado de sus propietarios, con flores, arbustos o zonas arboladas, como los bosquetes, que se plantaban para el disfrute, con plantas ornamentales y caminos ordenados para pasear, en un extendido gusto por la jardinería y el paisajismo. Se distinguían de las zonas de tipo gran jardín con césped o parque ajardinado, o de las zonas "útiles" de la huerta y el bosque. Los jardines de recreo estaban diseñados para proporcionar un refugio refrescante al calor del verano. Los jardines mediterráneos también se mantenían en invierno, ya que las lluvias invernales permitían el mantenimiento de rosales y almendros en el norte de Italia, lo que convertía a los jardines en un agradable refugio durante todo el año.
El término puede tener dos significados, principalmente por el gusto por la naturaleza domada mediante las partes ornamentales de un jardín, con caminos para pasear, o bien, como un complejo comercial de ocio, donde la asistencia a las actividades tenían un coste.

## Historia
La representación de espectáculos en la naturaleza se remonta al siglo XVI a. C., con representaciones de escenas ajardinadas donde los invitados son agasajados por músicos y bailarinas. En la Antigua Roma, el historiador Salustio creó los Jardines de Salustio (Horti Sallustiani) como un jardín privado. El emperador romano Tiberio adquirió estos jardines para uso público. Con numerosos pabellones, un templo de Venus y esculturas monumentales, los jardines estuvieron abiertos al público durante siglos.
Un paradeisos era un lugar de recreo para la nobleza persa, que combinaba parques, huertos y cotos de caza. En el año 321 a. C. se firmó el pacto de Triparadiso en Triparadiso de Siria, un vasto complejo de terrenos de recreo en Siria.
Los jardines de recreo formales y extravagantes llegaron a la Gran Bretaña romana en el siglo I, como los que se pueden ver ahora en el palacio romano de Fishbourne. Estos jardines solían estar decorados con estatuas, columnas, fuentes y paredes pintadas al fresco, así como con piedra decorativa. Probablemente se utilizaban para alojar y entretener a funcionarios y comerciantes de origen romano, así como a las clases altas británicas nativas y romanizadas.

## Lugares
- En Madrid, el primer jardín de recreo con pabellones preparados para el entretenimiento, el Jardín del Tívoli, se inauguró en 1821. Era una iniciativa privada que tomó la referencia del Jardín del Tívoli de París que se había inaugurado a finales del siglo XVIII. Esta referencia parisina tuvo tanto éxito que se inauguraron otros tívolis tanto en Europa (Londres, Copenhague) como en Estados Unidos.[5]

- Los jardines indios, que sirvieron como lugar de recreo para sus dueños durante su vida y que a menudo fueron cedidos al público después de su muerte.[6]
- Jardines de placer ingleses. Posiblemente la exposición de jardinería más famosa y prestigiosa no solo de Inglaterra, sino del mundo.[7]